# Thérèse Steinmetz

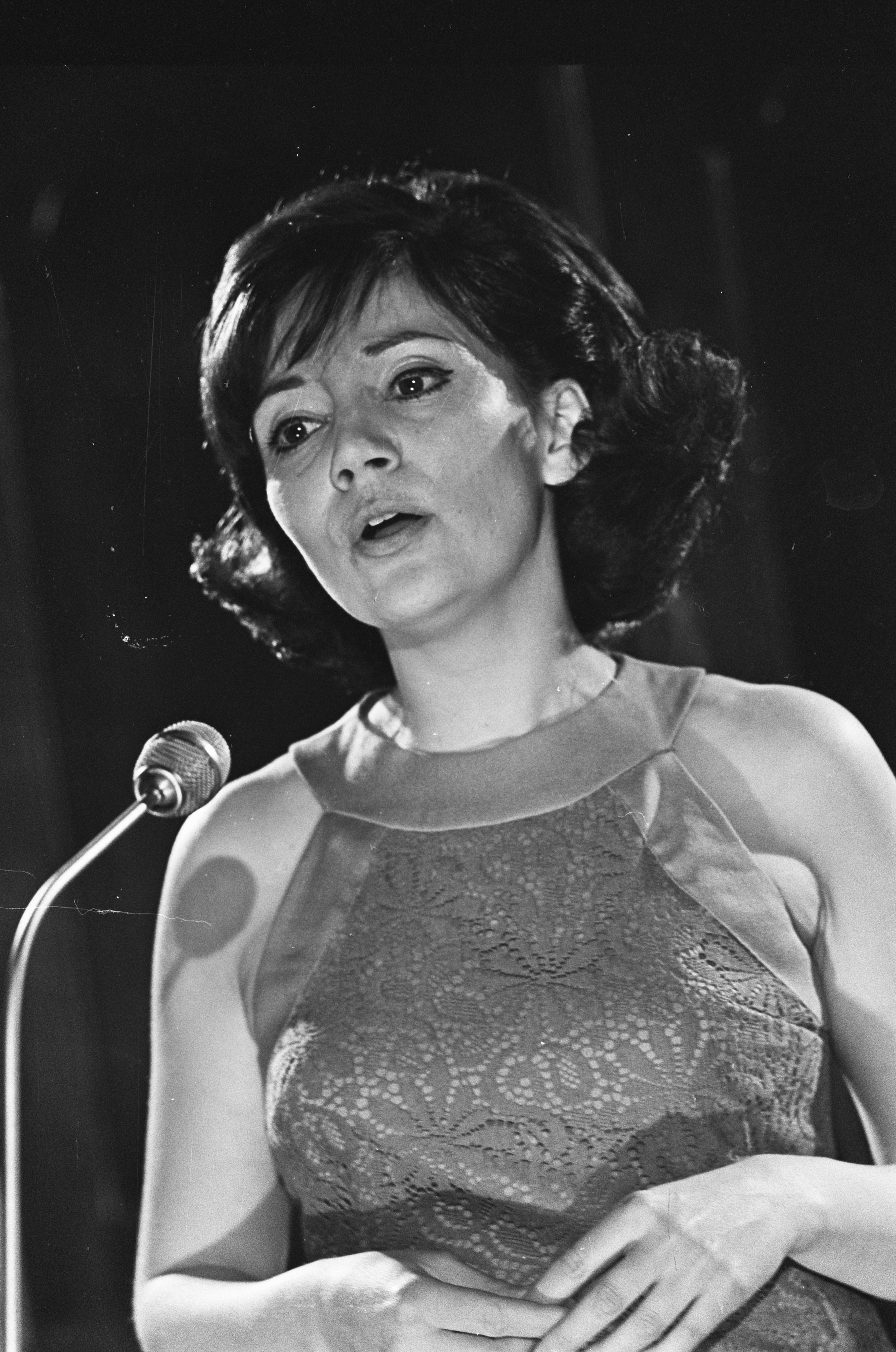
Thérèse Steinmetz la Festivalul „Cerbul de Aur” (1970)

Thérèse Steinmetz (17 mai 1933, Amsterdam), actriță, cântăreață și pictoriță de origine neerlandeză. Actualmente trăiește la Cannes, în Franța. A avut un succes imens în România, preluând mai multe melodii din repertoriul balcanic.
În 1960 termină Conservatorul unde a luat lecții de canto de la Louis van Gasteren și dă o probă la Nederlandse Comedie unde este acceptată. Debutul său are loc în 1961, piesa „Iosif în Egipt”. Până în 1967, paralel cu activitatea sa teatrală, joacă în mai multe seriale de televiziune. În 1963 primește un rol în filmul „De Vergeten Medeminnaar” în regia lui John Korporaal, iar din 1966 are propria emisiune de televiziune, intitulată „Thérèse”.
În 1967 reprezintă Țările de Jos la concursul muzical „Eurovision” cu melodia „Ring-Dinge-Ding”, situându-se pe locul 14 cu doar 2 puncte (la egalitate cu Norvegia). În același an, single-urile sale „Speel 't spel” și „Ringe-dinge-ding” ajung în topul 40 neerlandez.
În 1970 câștigă marele trofeu al Festivalului Internațional „Cerbul de Aur”, cântând melodiile     „I go on loving him” a lui Charles Aznavour și „Să iubim trandafirii” a lui Florin Bogardo. Se reîntoarce la Brașov un an mai târziu pentru a susține un recital în cadrul aceluiași festival.
În 1971 Thérèse Steinmetz joacă în musicalul „Maagd Op Je Dak”. În 1973 înregistrează împreună cu Noordzeekoor melodia „Geef ons een kans” („Dați-ne o șansă”), apărută pe single-ul caritabil omonim. Această acțiune se dorea un sprijin pentru continuarea existenței postului pirat Radio Noordzee, cu prilejul dezbaterilor parlamentare neerlandeze privind ratificarea Tratatului anti-piraterie radio de la Strasbourg. Va ajunge în top 50 atât în acest an, cât și în 1974, când este relansat.
În 1976 își înființează propria trupă de cabaret cu care va reprezenta lucrările „Opus 1 + 3” și „Opus 2” într-un turneu teatral. În 1979/80 televiziunea NCRV transmite acest show. În această perioadă lucrează cu Ted de Braak și André van den Heuvel. După 1981, Thérèse Steinmetz consideră că este timpul să își continuie cariera artistică pe alte planuri. Se mută la Cannes, Franța, unde începe să picteze. În prezent deține o galerie de artă.

## Filmografie
| Anul | Titlul                  | Observații                |
| ---- | ----------------------- | ------------------------- |
| 1962 | De Grote veroveraar     | Film pentru televiziune   |
| 1963 | De Vergeten medeminnaar |                           |
| 1968 | Joop ter Heul           | Serial pentru televiziune |
| 1985 | Maria Magdalena         | Film pentru televiziune   |

## Discografie
| Titlul                           | Anul |
| -------------------------------- | ---- |
| Het songfestival van Thérèse     | 1967 |
| 14 liedjes van Thérèse           | 1968 |
| Thérèse in het theater           | 1970 |
| Accent op Thérèse                | 1972 |
| Thérèse                          | 1976 |
| Omdat ik je niet wil vergeten... | 1978 |
| Opus 1 + 3                       | 1979 |
| Met de zon mee                   | 1982 |
| Nacht des Balkans                | 1984 |
| Close to the classics            | 1987 |

| Titlul            | Anul  |
| ----------------- | ----- |
| Speel 't spel     | 1966  |
| Ringe-dinge-ding  | 1967  |
| Geef ons een kans | 1973  |
| Geef ze 'n kans   | 1974? |